# Waiowa
Waiowa, també anomenat Goropu, és un con piroclàstic, format per traquiandesita, que es troba a l'illa de Nova Guinea, a Papua Nova Guinea. Es troba uns 19 km cap a l'interior de la badia de Collingwood, a la província d'Oro. Es troba en una línia de falla al llarg del flanc nord-est del cinturó metamòrfic Owen Stanley. El volcà es va formar el setembre de 1943, després de quatre mesos d'activitat sísmica.